# Friesenbrücke
 (novembre 2023).
Si vous disposez d'ouvrages ou d'articles de référence ou si vous connaissez des sites web de qualité traitant du thème abordé ici, merci de compléter l'article en donnant les références utiles à sa vérifiabilité et en les liant à la section « Notes et références ».
 (novembre 2023).
La mise en forme du texte ne suit pas les recommandations de Wikipédia : il faut le « wikifier ».
Les points d'amélioration suivants sont les cas les plus fréquents :
- Les titres sont pré-formatés par le logiciel. Ils ne sont ni en capitales, ni en gras.
- Le texte ne doit pas être écrit en capitales (les noms de famille non plus), ni en gras, ni en italique, ni en « petit »…
- Le gras n'est utilisé que pour surligner le titre de l'article dans l'introduction, une seule fois.
- L'italique est rarement utilisé : mots en langue étrangère, titres d'œuvres, noms de bateaux, etc.
- Les citations ne sont pas en italique mais en corps de texte normal. Elles sont entourées par des guillemets français : « et ».
- Les listes à puces sont à éviter, des paragraphes rédigés étant largement préférés. Les tableaux sont à réserver à la présentation de données structurées (résultats, etc.).
- Les appels de note de bas de page (petits chiffres en exposant, introduits par l'outil «  Source ») sont à placer entre la fin de phrase et le point final[comme ça].
- Les liens internes (vers d'autres articles de Wikipédia) sont à choisir avec parcimonie. Créez des liens vers des articles approfondissant le sujet. Les termes génériques sans rapport avec le sujet sont à éviter, ainsi que les répétitions de liens vers un même terme.
- Les liens externes sont à placer uniquement dans une section « Liens externes », à la fin de l'article. Ces liens sont à choisir avec parcimonie suivant les règles définies. Si un lien sert de source à l'article, son insertion dans le texte est à faire par les notes de bas de page.
- La présentation des références doit suivre les conventions bibliographiques. Il est recommandé d'utiliser les modèles {{Ouvrage}}, {{Chapitre}}, {{Article}}, {{Lien web}} et/ou {{Bibliographie}}. Le mode d'édition visuel peut mettre en forme automatiquement les références.
- Insérer une infobox (cadre d'informations à droite) n'est pas obligatoire pour parachever la mise en page.

Pour une aide détaillée, merci de consulter Aide:Wikification.
Si vous pensez que ces points ont été résolus, vous pouvez retirer ce bandeau et améliorer la mise en forme d'un autre article.
Le Friesenbrücke est un pont ferroviaire sur la ligne ferroviaire Leer-Groningue au-dessus de l'Ems, près de la ville de Weener en Frise orientale, en Basse-Saxe.

## Histoire

Le Friesenbrücke en avril 2015.

Le premier pont, le pont Hilkenborg Ems, a été construit entre 1874 et 1876. Après une collision en juin 1922, le pont dut être démoli
Entre 1924 et 1926, un nouveau pont, le Friesenbrücke, fut construit. Pendant la Seconde Guerre mondiale, le pont fut détruit en avril pour empêcher les Alliés de franchir l'Ems:
Après sa destruction pendant la Seconde Guerre mondiale, le pont frison a été reconstruit sous la même forme de 1950 à mai 1951. Dans la soirée du 3 décembre 2015, le cargo Emsmoon a percuté la partie fermée et repliable du pont et l'a détruit,,. Cela a rendu le pont inutilisable. Un service de bus de remplacement a été mis en place pour les voyageurs ferroviaires, sur les lignes longue distance entre Groningue et Leer et sur les lignes locales entre Weener et Leer. Un ferry gratuit est disponible pour les piétons et les cyclistes pendant les mois d'été. Le pont a été démolie en 2021/2022,.

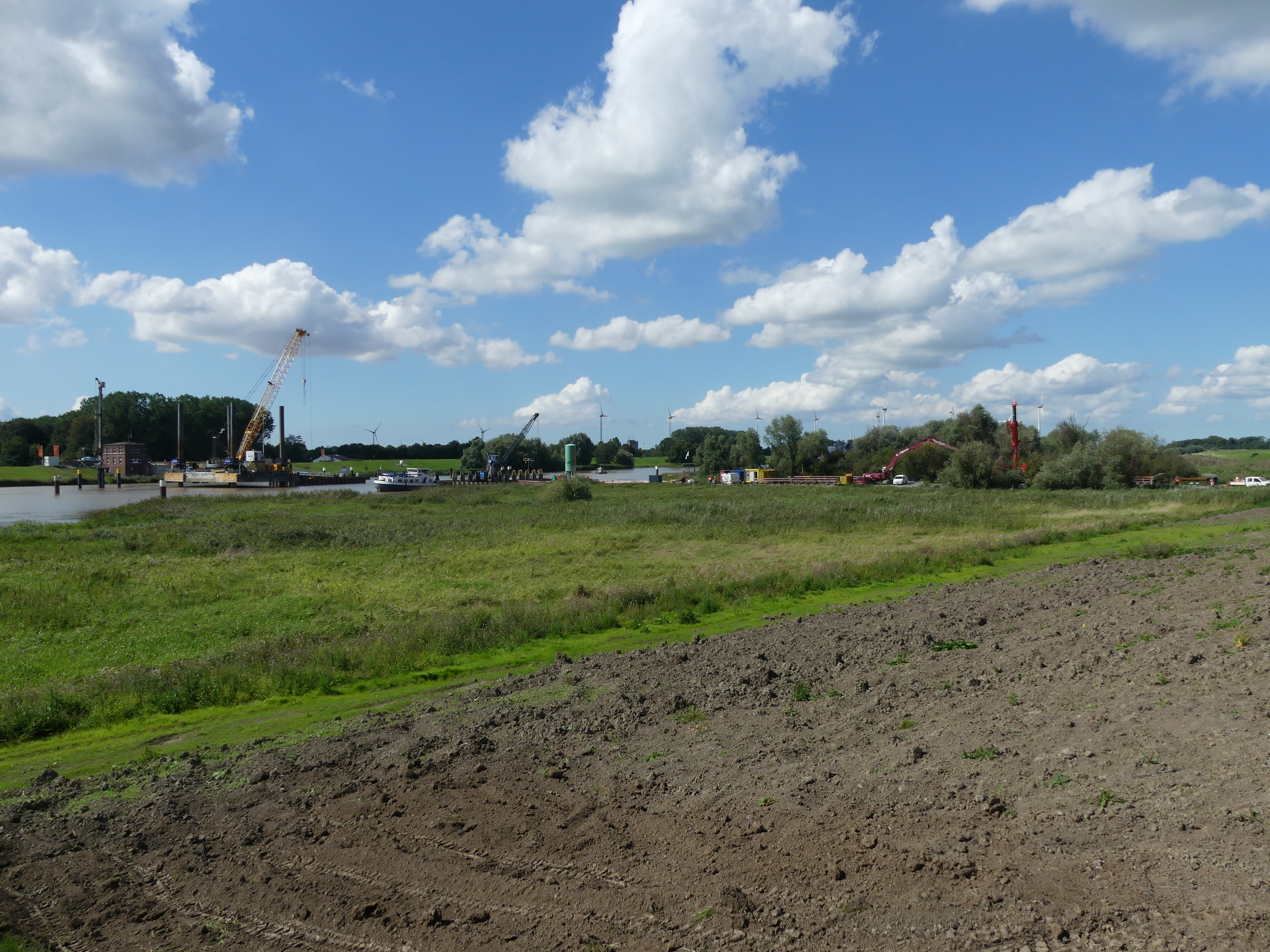
Le nouveau Friesenbrücke en construction, en août 2023.

Un nouveau pont devrait être construit d'ici 2024. C'est un pont tournant. La construction a officiellement débuté en juillet 2021, Le pont mesurera 337 mètres de long. L'élément rotatif mesure 146 mètres et la largeur de passage pour les navires est de 57 mètres,. La construction de la superstructure en acier a débuté en juillet 2024.
December Décembre 2024 : Le dernier grand élément est déployé. https://www.volksstimme.de/panorama/neue-friesenbrucke-komplett-letztes-bauteil-eingesetzt-3965157 https://bmg-images.forward-publishing.io/2024/12/12/9557a106-9ce4-42ae-9dfb-e0b6b2c62a9f.jpeg?w=1024&auto=format